# Exor
Exor NV là một công ty cổ phần , được thành lập tại Hà Lan và được kiểm soát bởi gia đình Agnelli tại Ý. Công ty có vốn hóa gần 24 tỷ USD, với lịch sử đầu tư kéo dài hơn một thế kỷ. Các khoản đầu tư quan trọng nhất của công ty bao gồm Fiat Chrysler Automobiles, PartnerRe, Ferrari, CNH Industrial, Juventus và The Economist. Đây là công ty lớn thứ 19 thế giới, theo 2017 Fortune Global 500 List.

## Sở hữu cổ phần
Khai báo cổ phần vào năm 2017:
| Công ty                   | % vốn cổ phần | Quyền bỏ phiếu |
| ------------------------- | ------------- | -------------- |
| PartnerRe                 | 100%          | 99,66%         |
| Juventus FC               | 63,77%        |                |
| Nhóm kinh tế              | 43,40%        | 20%            |
| Fiat Chrysler Automibiles | 28,98%        | 42,11%         |
| CNH industrial            | 26,89%        | 41,68%         |
| Ferrari                   | 22,91%        | 32,75%         |

## Cổ đông
Cổ đông chính của Exor NV kể từ ngày 10 tháng 5 năm 2019: 
| Công ty                         | % vốn cổ phần |
| ------------------------------- | ------------- |
| Givanni Agnelli B.V             | 52,99%        |
| EXOR NV                         | 3,02%         |
| Harris Associates               | 4,96%         |
| Southern Asset Management, Inc. | 2,96%         |
| Cổ đông khác                    | 36,07%        |

## Dữ liệu tài chính
| Năm           | 2011      | 2012      | 2013    | 2014    | 2015    | 2016    | 2017    | 2018    |
| ------------- | --------- | --------- | ------- | ------- | ------- | ------- | ------- | ------- |
| Doanh thu     | 78.123    | 117.297   | 113.740 | 122.246 | 136.360 | 140.068 | 138.226 | 161.677 |
| Thu nhập ròng | 0.181     | 0,700     | 4,427   | 1.276   | 0,433   | 2,314   | 4.646   | 1.569   |
| Tài sản       | 105.601.2 | 159.729.8 | 132.680 | 150.509 | 156.895 | 176.528 | 163.775 | 196.656 |
| nhân viên     |           |           |         |         |         |         |         | 307.637 |

## Sáp nhập, bán và mua lại

### PartnerRe
Năm 2016, Exor đã mua PartnerRe với giá thầu $ 140 mỗi cổ phiếu (tổng cộng $ 6,9 tỷ).

### The Economist
Tháng 8 năm 2015, Exor đã mua 30 % cổ phần Economist Group.

### Cushman & Wakefield
Vào ngày 2 tháng 9 năm 2015, Exor đã hoàn tất việc bán Cushman &amp; Wakefield cho DTZ có trụ sở tại Chicago với giá 1,28 tỷ đô la, tạo ra khoản lãi 722 triệu đô la cho công ty.

## Ban giám đốc
Hội đồng quản trị phụ trách tính đến tháng 12 năm 2018:
- John Philip Elkann - chủ tịch và giám đốc điều hành
- Alessandro Nasi di Villapaciosa - phó chủ tịch
- Andrea Agnelli - giám đốc
- Joseph Bae - giám đốc
- Melissa Bethell - giám đốc
- Marc Bolland - giám đốc
- Laurence Debroux - giám đốc
- Ginevra Elkann - giám đốc
- Antonio Mota De Sousa Horta-Osorio - giám đốc